# Pieter Casteels II

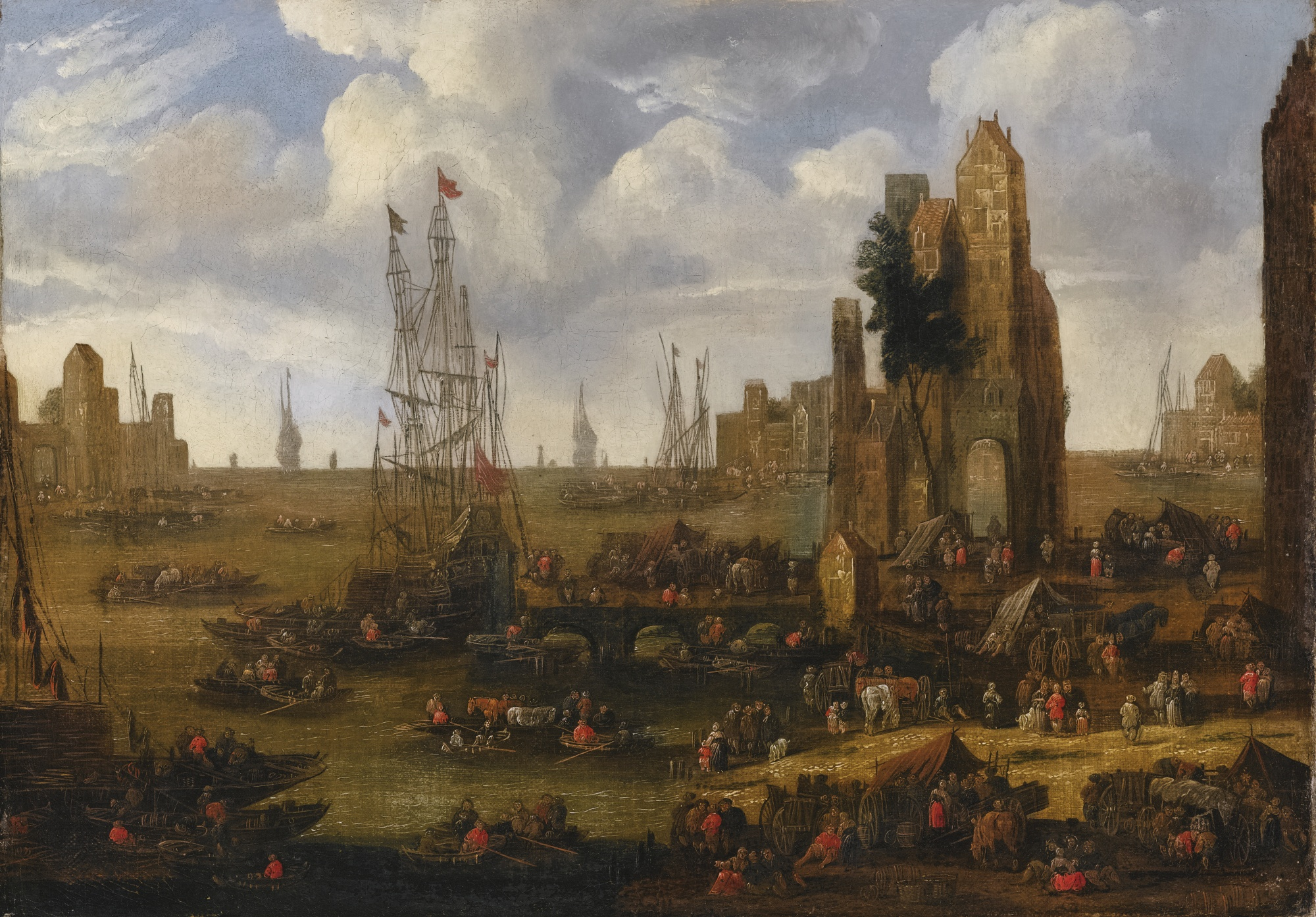
Capriccio.Vista de una concurrida escena portuaria con figuras cargando sus barcos

Pieter Casteels II o Pieter Casteels el Joven  (fl. 1673 – antes del 30 de marzo de 1701) fue un pintor flamenco conocido sobre todo por sus paisajes imaginarios de estilo italiano y sus vistas portuarias. 

## Biografía
La información sobre Pieter Casteels II es escasa. Fue registrado como maestro de la Guilda de San Lucas de Amberes entre 1673 y 1674.  Se casó con Elisabeth Bosschaert y su hijo, Pieter Casteels III, se formó como pintor con su padre. Este hijo llegó a ser en un consumado pintor de bodegones que desarrolló su actividad en Inglaterra. 
Pieter Casteels II estuvo activo a fines del siglo XVII en Amberes y murió a principios del siglo XVIII. 

## Obra

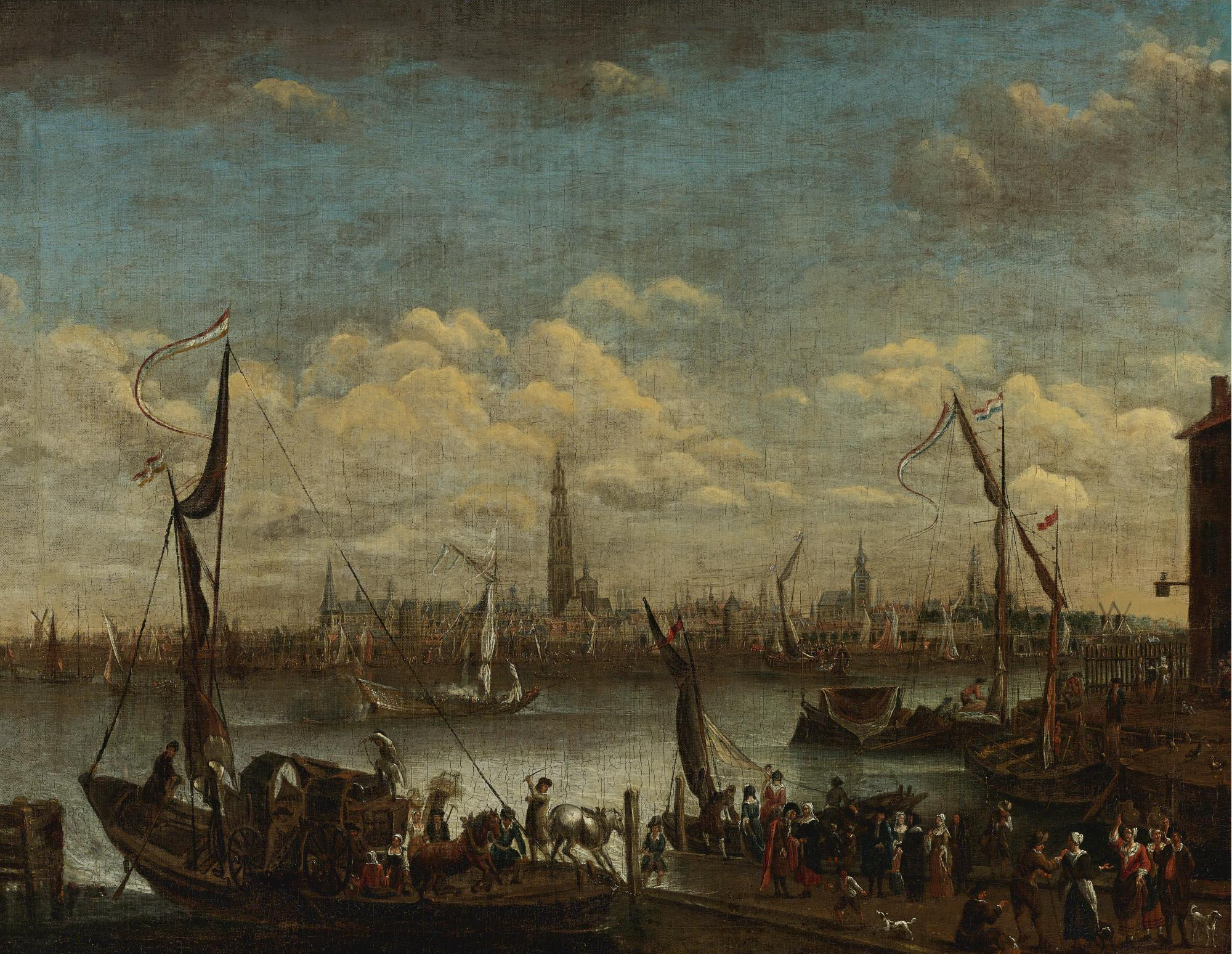
Vista del puerto de Amberes

Pieter Casteels II es conocido por sus paisajes. La mayoría de ellos son vistas imaginarias de puertos, de estilo italiano. Generalmente son obras pobladas de numerosas figuras y, a menudo, con fantásticos edificios de gran altura.   También pintó varios paisajes realistas, incluidas vistas de París y Amberes.   También se le atribuyen algunas pinturas históricas. 
Su obra se conserva en las colecciones de museos como el Louvre, el Statens Museum for Kunst, el Museo Nacional de Bellas Artes (Buenos Aires), el Musée des beaux-arts de Quimper y el Musée des Beaux-Arts et d'archéologie de Besanzón .  